# St. Jakobus (Marchaney)

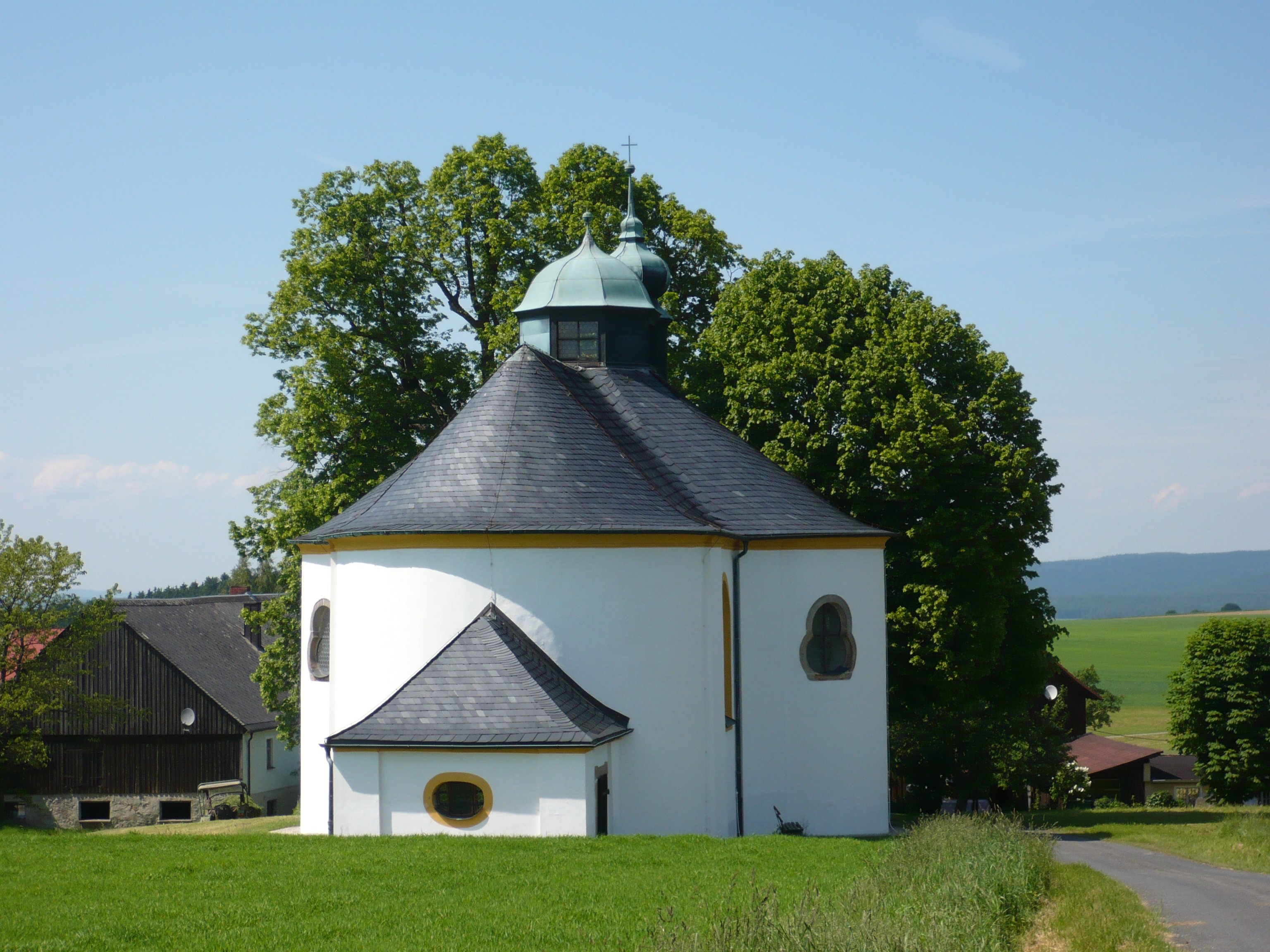
Jakobuskirche in Marchaney

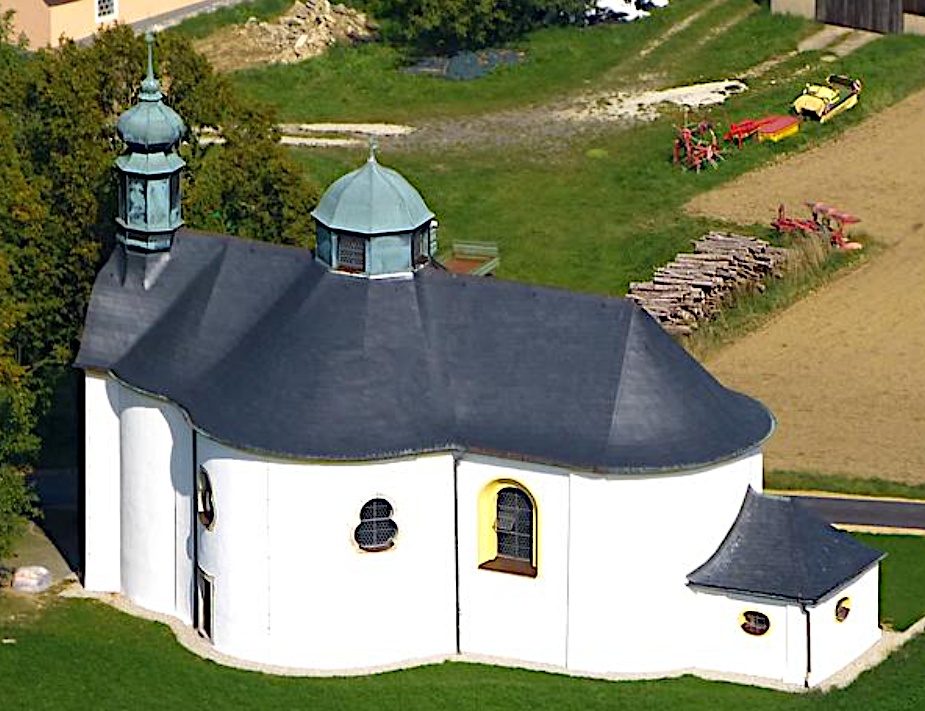
Luftbild St. Jacobus Kirche

Die Jakobuskirche im Ortsteil Marchaney der Stadt Tirschenreuth (Oberpfalz) ist ein barocker Rundbau.
Das Gotteshaus wurde 1733 von Philipp Muttone nach dem Vorbild der Dreifaltigkeitskirche Kappel bei Waldsassen errichtet. Die Vierungskirche mit niederer Kuppel hat einen kreuzförmigen Grundriss, an den flache Halbbögen angesetzt sind, so dass er einem Herz ähnelt. Der Schnittpunkt von Längs- und Querachse bildet den Mittelpunkt der Kirche. Dort wölbt sich die Decke nach oben. Auf dem Dach ist eine Laterne angebracht.
Bei einem Brand im Jahr 1915 fielen neben Dach und Orgel auch die ursprünglichen Bilder des Tachauer Malers Elias Dollhopf den Flammen zum Opfer. 1946 wurde das Deckenbild über dem Altar erneuert und 1957 wurden die Fresken der Kuppel und der Laterne wiederhergestellt.
Die Kirche liegt an einem der Jakobswege.